# Грабычанка
Грабычанка (укр. Грабичанка) — село в Тлумачской городской общине Ивано-Франковского района Ивано-Франковской области Украины.
Население по переписи 2001 года составляло 101 человек. Занимает площадь 2,63 км². Почтовый индекс — 78020. Телефонный код — 03479.

## История
Входила в сельский совет Кутище.

## Население
- 1989 год 135 человек
- 2001 год 101 человек
- 2022 год 102 человека[2]